# Vítovice (Hořepník)
Vítovice (německy Witowitz) je část obce Hořepník v okrese Pelhřimov. Nachází se na jihovýchodě Hořepníku. V roce 2009 zde bylo evidováno 21 adres. V roce 2001 zde trvale žilo 26 obyvatel.
Vítovice leží v katastrálním území Hořepník o výměře 8,24 km2.